# Abax gravesi
Abax gravesi är en skalbaggsart som beskrevs av Hendrik Freitag. Abax gravesi ingår i släktet Abax och familjen jordlöpare. Inga underarter finns listade i Catalogue of Life.